# Goudborduren

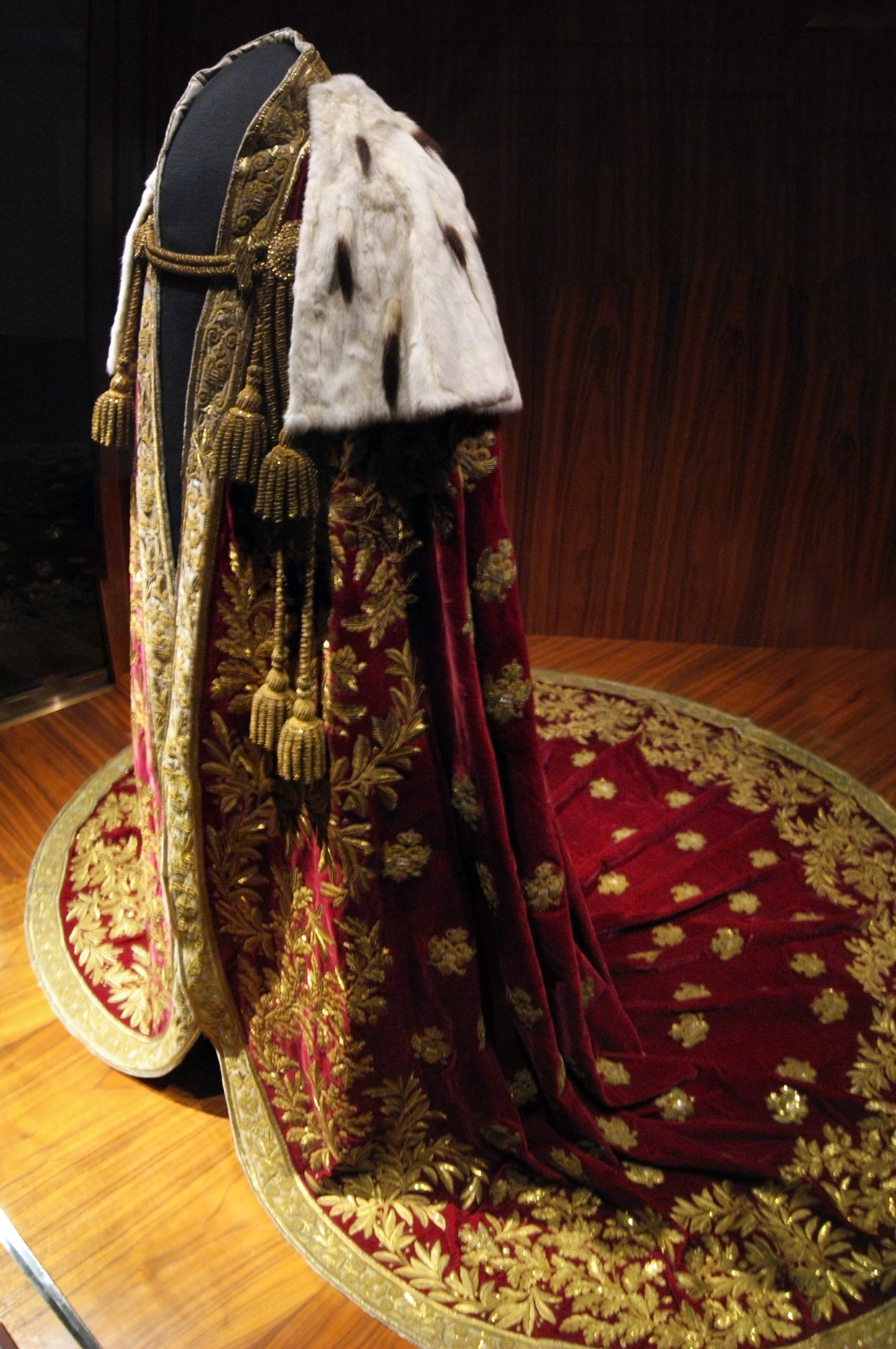
Keizerlijke Mantel, Wenen 1830, uitgevoerd door Goldstickereimeister Johann Fritz.

Goudborduren (Engels: goldwork embroidery, Duits: goldstickerei) is een ambachtelijke borduurtechniek waarbij men gouddraad op een weefsel aanbrengt. Door de eeuwen heen getuigt goudborduurwerk van de artistieke en ambachtelijke inventiviteit van de makers en van de rang en welstand van de bezitters. Goudborduursels sieren de officiële en de ceremoniële kleding en toebehoren binnen christelijke, islamitische, joodse en boeddhistische tradities.

## Materialen
Al voor de christelijke jaartelling blonken gouden draden in stoffen. Aanvankelijk gebruikte men reepjes dun gehamerd goud. In de 12e eeuw en eerder gebruikte men een legering met een hoog goudgehalte. Later maakte men goud- en zilverdraad dat bestond uit een, met 'getrokken' edelmetaal omwonden kern. Gedurende de middeleeuwen en de renaissance gebruikte men verguld zilver of een vergulde zilverlegering. Naast draad dat bestaat uit een gewoonlijk zijden kern omwonden met: edelmetaal, zilver- of goudkleurig metaal, papier, of een dierlijk materiaal, kent de samenstelling van modernere soorten meerdere  variaties. De eigenschappen van de materialen bepalen de mate waarin de draad kan verkleuren of oxideren.
- Gelegd draad (Engels: couching[7]) is een techniek waarbij men filégaren, bestaand uit een kern omwikkeld met een reepje metaal, op de stof legt en daarop vastzet met borduurgaren. De uiteinden van de 'metaaldraad' steekt men naar achter. Gelegd draad wordt zowel gebruikt voor contouren als voor vlakvulling. De uit het Frans stammende term voor deze techniek is: couchure.
- Reliëfborduurwerk ontstaat door 'metaaldraden' over een verhoogde ondergrond te leggen en vast te zetten met een zijden draad. Deze hechtdraad, die bij goudborduurwerk meestal geel en bij zilverborduurwerk grijs/wit is, wordt aan de randen strak naar achteren getrokken, zodat deze nauwelijks zichtbaar is. De opvulling onder de 'metaaldraden' bestaat uit in vorm geknipt karton, verlijmde plantaardige vezels of opgenaaide dikke draden. Door binnen grotere vlakken de metaaldraden regelmatig verspringend en strak vast te hechten ontstaat bijvoorbeeld een ruit of een zigzag patroon.

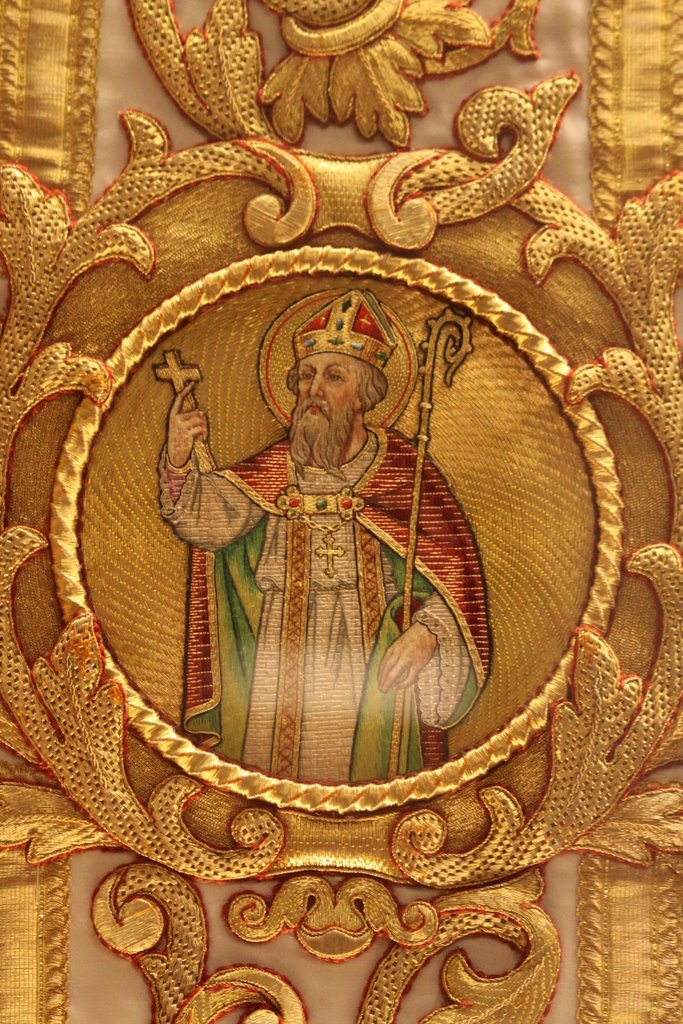
Kazuifel, St.Rumbold. Basiliek Onze-Lieve-Vrouw van Hanswijk (Mechelen)

- Lazuurwerk, of 'or nué'. is een complexe vorm, waarbij men de vlakvullend op de stof gelegde metaaldraden vastzet met zijde van verschillende kleuren. Hoe dichter de steken op elkaar zijn aangebracht, hoe meer goud er wordt afgedekt. De kleur van de zijde en de plaatsing van de steken vormen het patroon. Het werd vooral gebruikt in de vijftiende eeuw, voor het creëren van een illusie van plooien in gewaden.
- Cantilleborduurwerk. Hierbij worden stukjes cantille of bouillon, een fijn spiraal van metaalstrip zonder zijden kern, doorstoken met een draad en glad of gekruld vastgezet op de ondergrond. Het wordt vaak gebruikt voor de opvulling van kleine vlakken.
- Steekwerk waarbij men een gladde metaaldraad door de stof steekt.

Men bereikt effecten met typen draad, zoals:
- Passing: een eenvoudige goudkleurige, in oudere soorten oranje, draad. De zilveren variant is wit of grijs.
- Japan, of Jap, een goedkope variant; waarvan de kern is omwonden met een reepje metaalkleurig folie of papier.
- Bullion of Purl; een fijne spiraal. Stukjes gebruikt men als franje.
- Jaceron of Parel purl lijkt op bullion; met steekjes vastgezet suggereren de bredere windingen van de spiraal een snoer van ronde vormen.
- Lizerine een dergelijk draad met brede platte windingen. Check purl, Faconnee en Crimped purl zijn variaties waarmee men gefacetteerde of regelmatig gekrulde effecten bereikt.
- Militair draad, dat bestaat uit twee regelmatig aan elkaar geluste gouddraden.

Ook gebruikt men kleine, herhaalbare onderdelen als geslagen plaatjes metaalfolie, edelstenen en parels. Een lijn wordt vaak geaccentueerd met pailletten.

## Geschiedenis

### Europa

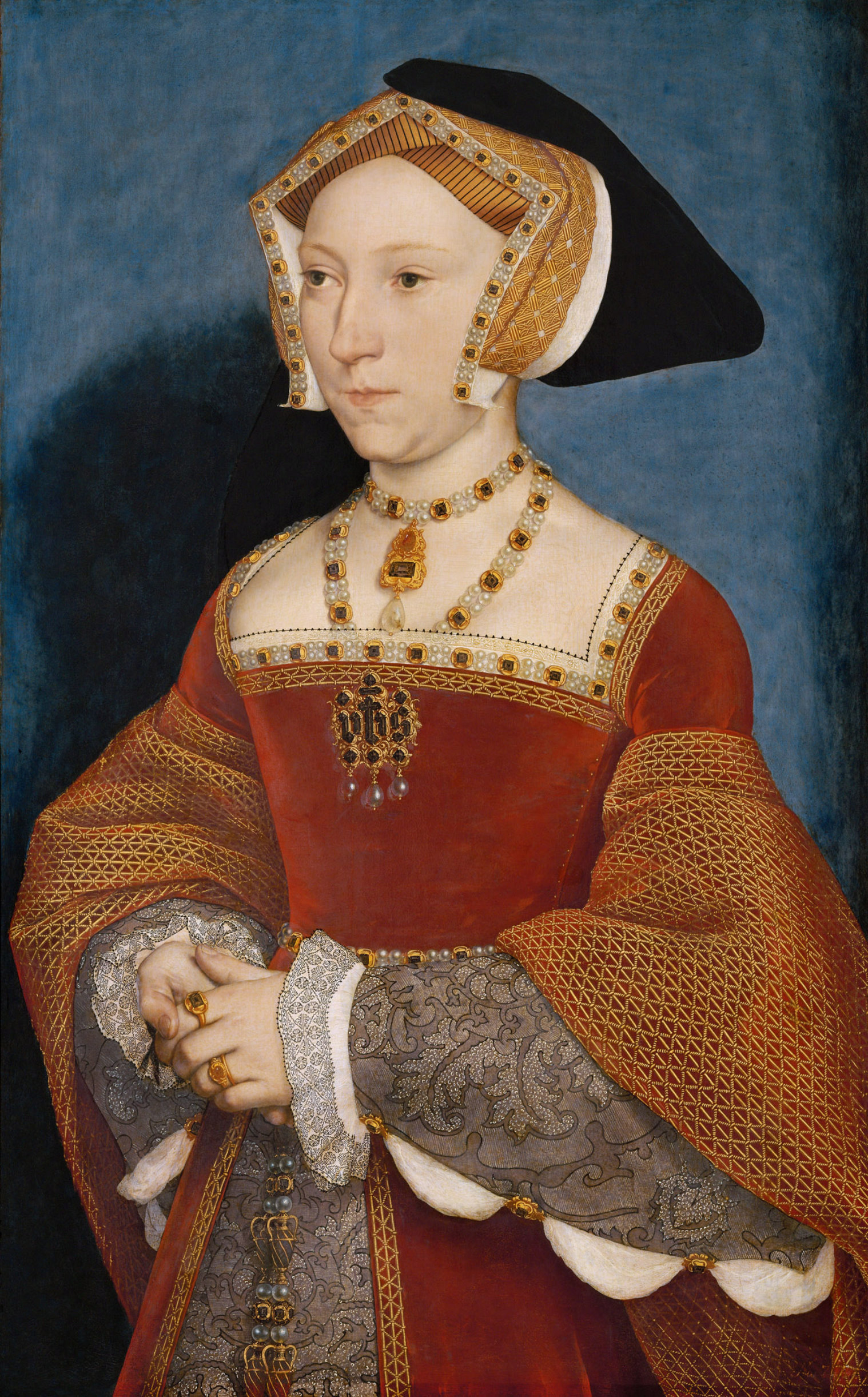
Jane Seymour met mouwen van 'Venetiaans goud'. Hans Holbein, 1537. Kunsthistorisches Museum, Wenen.

Vroege voorbeelden zijn textielfragmenten uit de 3e eeuw gevonden in een Romeinse sarcofaag in Hongarije en resten in een graf uit de 4e eeuw in Spitalfields market in Londen. In de Sint-Catharinakerk in Maaseik bevinden zich 9e-eeuwse fragmenten van naar Sint-Harlindis en Sint-Relindis vernoemde gewaden, waarin draden van paardenhaar omwikkeld met getrokken goud zijn verwerkt. Een fragment uit dezelfde periode bevindt zich in het museum van de Basiliek van Sint-Ambrosius in Milaan. Het tapijt van Bayeux uit de 11e eeuw is uitgevoerd in verschillende steken, en couched aangebracht gouddraad. Het Nationaal Museum in Stockholm toont, naar men aanneemt uit het Oosten afkomstige, fragmenten waarin gouddraad is verwerkt, die men aantrof in graven van Vikingen in het Zweedse Birka. Fragmenten gevonden in de Zweedse "Valsgärde boot graven" uit de 10e eeuw zijn afkomstig uit de omgeving van de Zwarte Zee.
In het Latijn noemde men borduurwerk opus Phrygium (Frygisch werk). Ook de term aurum Phrygium (Frygisch goud), zoals men in de  klassieke literatuur met gouden draden doorschoten weefsels noemde, suggereerde een Anatolische herkomst. Het Latijnse auriphrygium is mogelijk de oorsprong van het Engelse  middeleeuwse woord orphreys en het Nederlandse aurifries (goudgeborduurd deel van kerkelijk borduurwerk of parament).
In de Engelse goudgeborduurde kerkelijke artefacten uit de middeleeuwen, die Opus Anglicanum worden genoemd, ziet men stiksteken waarmee met zijden garen (zowel als vlakvulling als om contouren aan te geven) lijntjes zijn geborduurd, naast goud- en zilverdraad, dat over dikke draden katoen opgenaaid, de vlakken reliëf geeft.
Op het linkerpaneel van het laat 14e-eeuwse  Wilton Tweeluik is de geknielde koning Richard II afgebeeld in een mantel met goudborduurwerk op een ondergrond van goudlaken (Engels: Cloth of gold; een stof met ingeweven gouddraden).
Het paar zijden met goudborduurwerk gevoerde mouwen dat Jane Seymour draagt op het portret dat Hans Holbein de Jonge in 1537 van haar maakte stond in haar inventaris vermeld als item oone peir of sleeveis of crymsen satten embraudred with Venice gold. Los van de suggesties van de herkomst wijzen termen als Venetiaans, Frans, Keuls, Cypers, Chinees en Japans gouddraad op verschillen in samenstelling.
Tot het eind van de 16de eeuw gebruikten Amsterdamse borduur- en passementwerkers goud- en zilverdraad dat elders was geproduceerd. De 18e-eeuwse Amsterdamse makers van goud- en zilverdraad, die zich allengs ook hadden toegelegd op de verwerking van hun producten, gebruikten edelmetaal van lingotten, die waren voorzien van een keurteken, dat het zilver- en goudgehalte diende te waarborgen. De in 1719 gepubliceerde prenten die Jan Wandelaar maakte van het Gouddraadtrekkers Ambacht en het Gouddraadpletters  Ambacht zijn een bron van informatie over het werk van deze aanvankelijk niet tot een gilde behorende ambachtslieden.
Over het draad meldt het Nieuw en volkomen woordenboek van konsten en weetenschappen... , in 1772:
Goud Draad of Gesponnen Goud is een Plat gemaakt Goud dat over eenen Zyden Draad Omwonden of Gelegd is, door het zelve met een Wiel of Yzere Klossen te twernen.
Over de manier waarop men goud "trok" vermeldt men:
Een Rol Vormige Staaf Zilver Opper Vlakkig Verguld, of in “t Vuur met goud Overtoogen, en daarna vervolgens door een Groot Getal kleine Ronde Gaatjens van een Draad trekkend Yzer getrokken word, de een kleinder zijnde dan den ander, tot het zelve niet dikker is als een Haair van “t Hoofd. (...) eer het Goud draad tot deze ongemeene fynheid gebracht word, het zelve door meer dan Honderd en Veertig verschillende Gaten getrokken word.
Binnen de gilden werd het borduren door mannen beoefend. Manufacturen verkochten stoffen, passementen en kloskant en weefden stoffen met eigen kleuren en patronen. Specialisten als lakensnijders en patroontekenaars beheersten technieken voor het polychroom borduren van teksten, dieren en bloemen. Veel 19de-eeuwse ateliers waren familiebedrijven, waar de kennis van heraldiek, geschiedenis, hagiografieën en liturgie van generatie op generatie werd doorgegeven. In de neogotische periode evenaarde het ambacht het niveau van de 15e eeuw. Met de opkomst van de borduurmachine verloren veel bedrijven hun klanten en sloten hun deuren. In België en Nederland bestonden meerdere internationaal bekende ateliers zoals:
- Grossé, Brugge.
- Van Severen, Sint-Niklaas.
- Slabbinck, Brugge.
- F. Stoltzenberg, Roermond.
- H. Fermin, Delft en Den Haag.
- Paulus Sutorius & Co, Amsterdam.

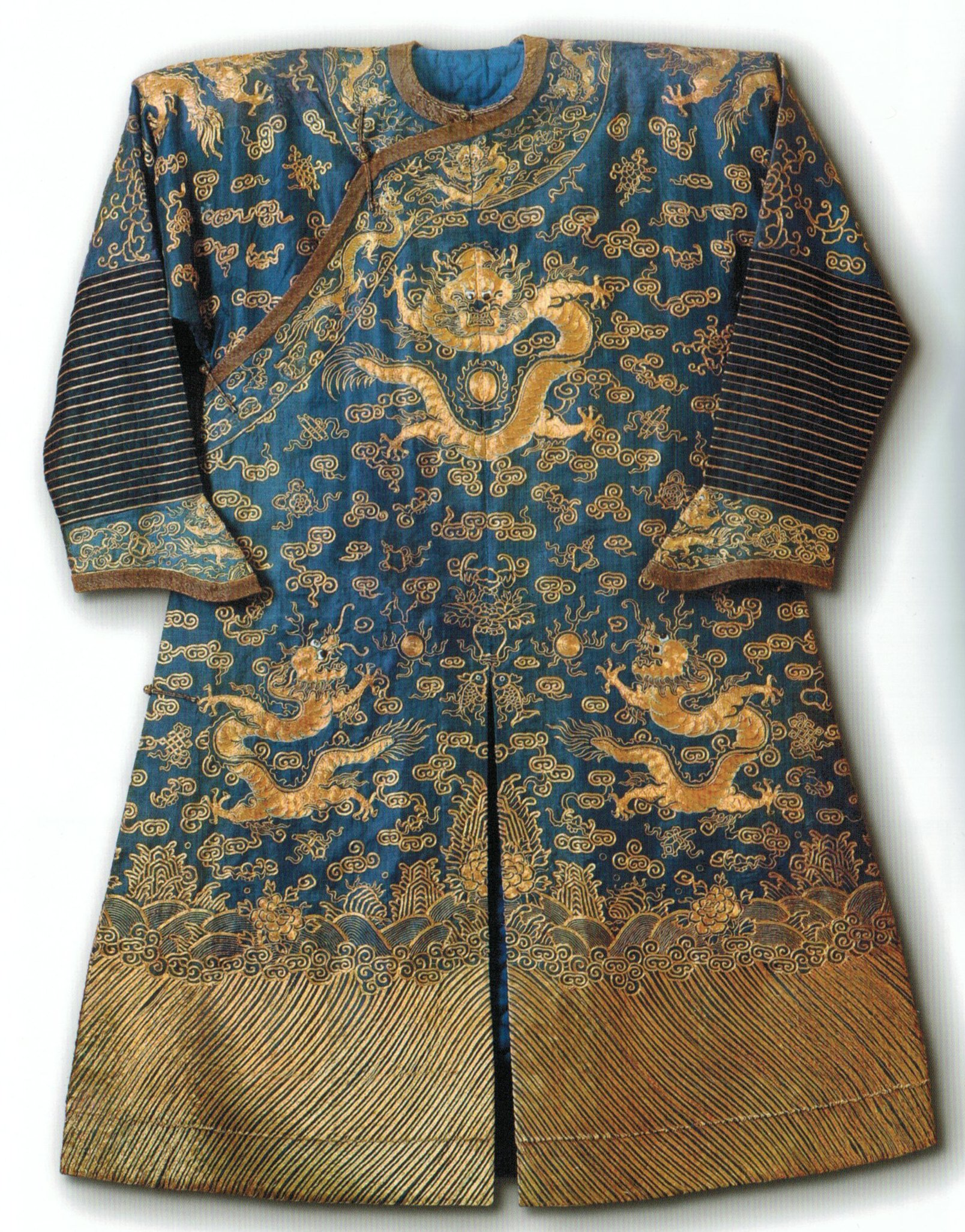
Mantel van een Mandarijn. Zijden gaas, gouddraad. China ca. 1890.

- H. Funnekotter, Delft en Rotterdam.
- C.H. de Vries, Amsterdam.

Naast de aandacht voor kerkelijke en historische voorbeelden leeft de kennis van het goud- en zilverborduren in Duitsland en Oostenrijk voort in de belangstelling voor de klederdrachten. Traditionele kledingstukken als lijfjes (Mieder) en kroontjes, mutsjes en kapjes (Kranl, Gold- en Riegelhauben) zijn vaak rijk versierd. In Engeland onderwijst men het goudborduren  aan de Royal School of Needlework. In Spanje wordt de kennis van het ambacht levend gehouden en getoond in de luisterrijke activiteiten van de kerkelijke broederschappen. In Frankrijk wordt het goudborduren  (la broderie au fil d'or) onderwezen onder meer in Reignac en vanuit Le begonia d'or in Rochefort. Het Maison des Grenadières in Cervières toont een collectie rond de traditionele productie van goudgeborduurde insignia.
Ambachtelijk goudborduren in reliëf is zeldzaam geworden. Het eenvoudige goudborduren wordt beoefend als vrijetijdsbesteding.

### China
Men neemt aan dat de techniek van het borduren met gouddraad zich naast de kennis van de verwerking van zijde ontwikkelde en langs de Aziatische karavaansroutes is verspreid. Er zijn vele historische bronnen en concrete voorbeelden van goudgeborduurde textiel uit de laatste drie eeuwen van het Chinese Keizerrijk. Goudgeborduurde (hof)costuums, mandarijnenmantels en bijbehorende rangonderscheidingstekens zijn uitgebreid beschreven en te zien in Chinese en Westerse museumcollecties.
Termen als "Gold couching embroidery" and "Winding gold threads" komen voor in de vertalingen van de poëzie van de Tang dichter en bestuurder Bai Juyi, die leefde van 772 tot 846 AD. 
De Famen Tempel ten westen van Xi'an exposeert vijf uitzonderlijk oude en goed bewaard gebleven stukken waaronder een rijk goudgeborduurde korte blouse in de stijl van de Tang-dynastie, gemaakt voor een beeldje van een bodhisattva.

### Centraal-Azië

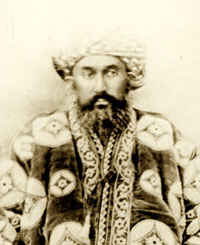
Muzaffar al-Din bin Nasr-Allah, Emir van Buchara, (1860-1885), in goudgeborduurde kalyuchi

Archeologen vonden in de omgeving van Tasjkent in de voormalige sovjetrepubliek Oezbekistan sporen van goudborduurwerk uit de 1e en 2e eeuw na Chr. Bronnen over de strijd van de Arabieren in de 8e eeuw vermelden de rijk van goudborduurwerk voorziene uitmonstering van de Sogdische veldheren. Miniaturen en geschreven bronnen uit de periode tussen de 10e en 16e eeuw getuigen van de faam van het goudborduurwerk uit Buchara, Samarkand en het Perzische Herat. Sinds de 16e eeuw geldt Buchara,  een van de oudste steden aan de Zijderoute, als een centrum voor de vervaardiging van goudborduurwerk. De historicus Melikho meldt dat er in de 17e eeuw in Samarkand een wijk werd bewoond door goudborduurders. Een geroemd goudborduurder was de dichter Fitrat Zardus (1664-1721). Men onderscheidde de borduurtechnieken Zardusi-zaminduzi: de bedekkende en Zardusi-gulduzi: de florale. 18e-eeuwse stukken zijn hier schaars. Bekende dessins gedurende de 19e eeuw waren onder meer daukur, butador en darkham. Het dragen van het laatste type  was voorbehouden aan emirs van Buchara en hun directe familie. Fluweel, wol of chamois leer dienden als ondergrond. Ook nadat het Emiraat Buchara in 1868 een Russisch protectoraat werd vervaardigde men zolotoshveya of zolotoe shit'e, zoals men de goudborduursels in deze streken noemt. Zowel de traditionele en etnische klederdrachten uit meerdere Russische windstreken als de avondkleding van de dames en heren aan de tsaristische hoven stonden letterlijk stijf van het goudborduurwerk.
Toen de Centraal-Aziatische streken in een latere periode deel uitmaakten van de Sovjet-Unie, toonde men zich flexibel en borduurde bijvoorbeeld een rijkelijk met goud en zilver tinsel bestikt stuk, getiteld “Kunst behoort aan het volk.”  De couched-techniek waarmee gouddraad wordt bevestigd, noemt men ter plaatse “Afghaans”. De techniek waarbij men met plat gouddraad een effect bereikt alsof het motief in metaal gedreven is, noemt men “Tartaars”. Dit versterkt de indruk dat men hier niet alleen in de  Perzische stijl werkte, maar ook de invloed ondervond van technieken uit noordelijker streken en het Verre Oosten. Mannen en vrouwen dragen hier de (niet zelden goud geborduurde) Tubeteika (mutsjes of schedelkapjes). Dames droegen een peshonaband; een tot een band gevouwen shawl waarop een goudgeborduurde en van kleurige appliqués voorziene reep verstevigde stof, die rond het voorhoofd op het mutsje vastgespeld, op het achterhoofd werd vastgeknoopt. Ook de 19e-eeuwse Zeki-Kurta’s of Peshkurta’s; vaak met ikat gevoerde versieringen van een kledingstuk, langs de halsopening samenkomend in een borststuk, zijn verfijnd.
In meerdere Oezbeekse en Russische museumcollecties ziet men goudgeborduurde sjabrakken en door officieren, Kans en emirs gedragen kalyuchi en zarchapans (Joma(h)); indrukwekkende oversized goudgeborduurde uniform- en galamantels van onmiskenbaar Mongoolse snit. 
Goudborduurwerk (ook: goudstikkerij of klawtun) is in deze regio sterk verbonden met de geschiedenis van de inmiddels grotendeels geëmigreerde Joodse gemeenschappen. In de 21e eeuw zijn er in Buchara nog goudborduurateliers waar men stukken maakt van uiteenlopende kwaliteit; van met de hand gemaakt verfijnd opdrachtwerk tot fabrieksmatig met goedkope materialen geproduceerde zaken, die lokaal bij feestelijke gelegenheden worden gedragen en als souvenirs worden aangeboden. Antieke stukken mogen slechts met dispensatie van de overheid worden geëxporteerd.

### Het Ottomaanse Rijk

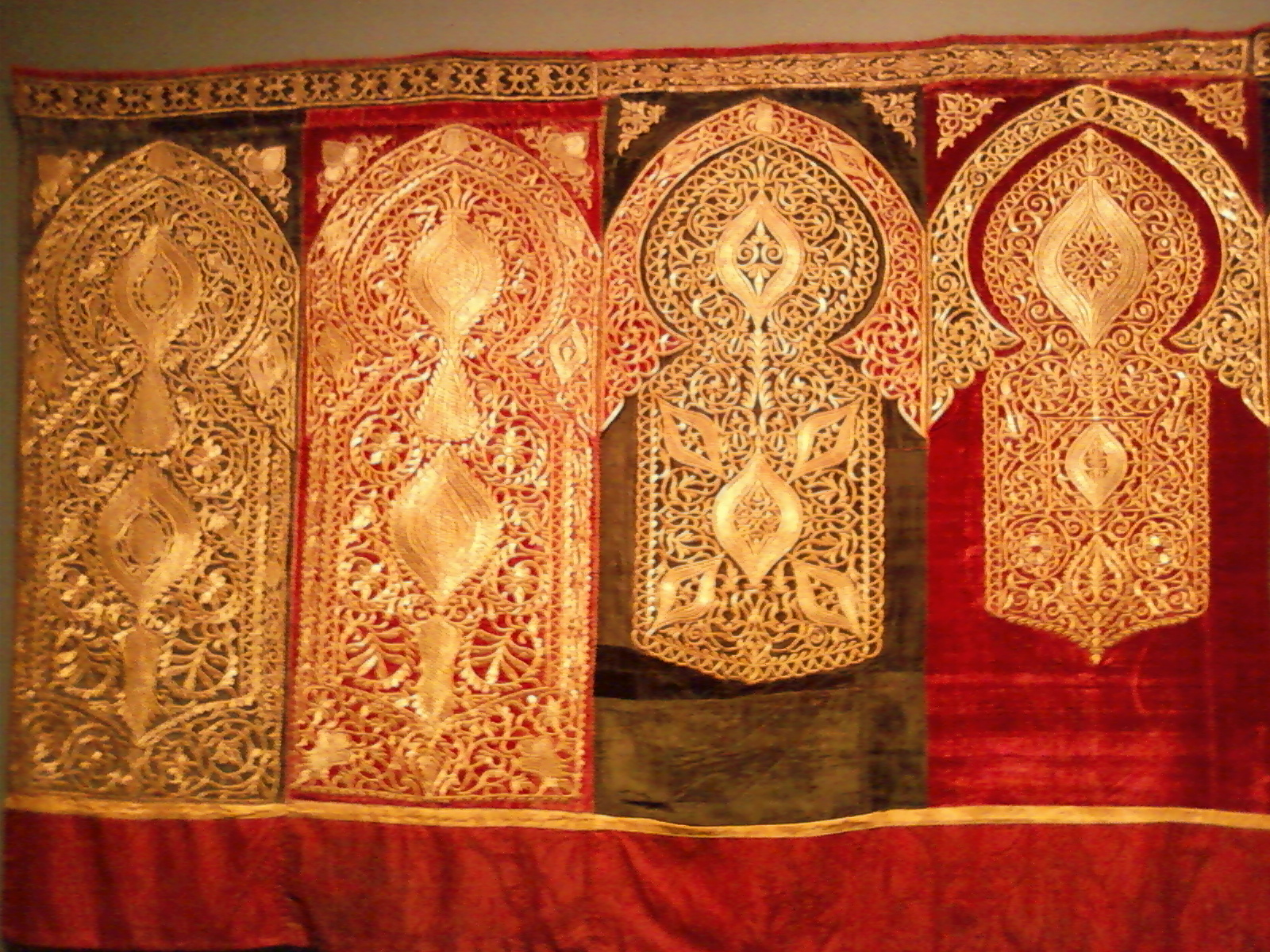
Fragment van ceremonieel wandkleed (haiti). Zijdevelours, leer, gouddraad. Marokko. 19e eeuw. Indianapolis Museum of Art.

In de 15e eeuw vervaardigde men in het Ottomaanse Rijk goud- en zilverdraad in door de staat gecontroleerde ateliers. Verkoop, in de bazaar en op de Zilverdraadspinners-markt in de wijk Beyazit in Istanboel werd belast. In de vroege 16e eeuw produceerde men goudborduurwerk binnen de muren van het Topkapıpaleis. Goudgeborduurde topstukken uit de garderobe van het Ottomaanse hof zijn te bewonderen in de, als expositiezaal dienstdoende, Dormitory of the Expeditionary Force (Seferli Koğuşu) aan de derde binnenplaats van het voormalige paleis. Om verspilling tegen te gaan was na de 17e eeuw het gebruik van edele metalen in stoffen enige tijd verboden. In de 19e eeuw haalden de zarduzans (goudborduurders) die periode ruimschoots in met de productie van een overdaad aan zijdevelours of satijnen, met metaaldraad (klaptan) versierde gewaden (bindalli) wijdvallende broeken en overjassen. Korte jasjes (cepken) zijn vrijwel geheel overdekt met verguld zilver of zilverdraad. Men maakt kleding, kussens en sofakleden (yastik) in opleg- of applicatiewerk. Deze techniek, waarbij men kartonnen of leren met goud- of zilverdraad omwikkelde vormen op een ondergrond bevestigt, noemt men hier dival. Ook in voormalige Ottomaanse gebieden als Syrië en Libanon, ziet men dergelijk antiek werk op zijdevelours met steunlaag. Deze stukken met medaillons van arabesken of rozetten met duiven en guirlandes, worden hier aangeduid met het uit het Turks afkomstige woord: sarma of met de naar provincie Maraş verwijzende term Maraş işi.

### India
Een door de Universiteit van Chicago digitaal gepubliceerde monografie uit 1910 beschrijft het aantal, het werk en de omstandigheden van goudborduurders rond Calcutta in Bengalen en in Patna aan het einde van de 19e eeuw Ook In India kent het goudborduren (karchab of zardosi) een lange geschiedenis. De Ramayana vermeldt dat de bruid van Rama een goudgeborduurde sari droeg, maar volgens de auteur van de monografie is het waarschijnlijk dat de industrie zoals men die in de 19e eeuw kende, hier niet verder teruggaat dan de 8e eeuw. De met foto's geïllustreerde tekst geeft een beeld van de productie en beschrijft gedetailleerd hoe men, met uiterst eenvoudige hulpmiddelen, een (vaak verguld) zilveren draad (kallabatoon) vervaardigde. De dunne metaaldraad werd vervolgens, op een even simpele als ingenieuze manier, om een zijden of katoenen kern gewonden. De beste kwaliteit borduursel werd aangebracht op fluweel of Engels laken. Men produceerde een grote variëteit aan artikelen; onder meer baldakijnen, parasols, gewaden en jassen. Rond 1888 importeerde men vanuit Duitsland machinaal gefabriceerd goudborduurwerk. Dit was aanvankelijk van mindere kwaliteit, maar zoveel goedkoper, dat de Bengaalse handwerkslieden tegen het einde van de 19e eeuw de concurrentieslag verloren en de productie plaatselijk zo goed als tot stilstand kwam. Het hedendaagse aanbod van goudborduurwerk in India is zowel in verschijningsvorm als in kwaliteit bijzonder gevarieerd.

## Voorbeelden van goudborduurkunst

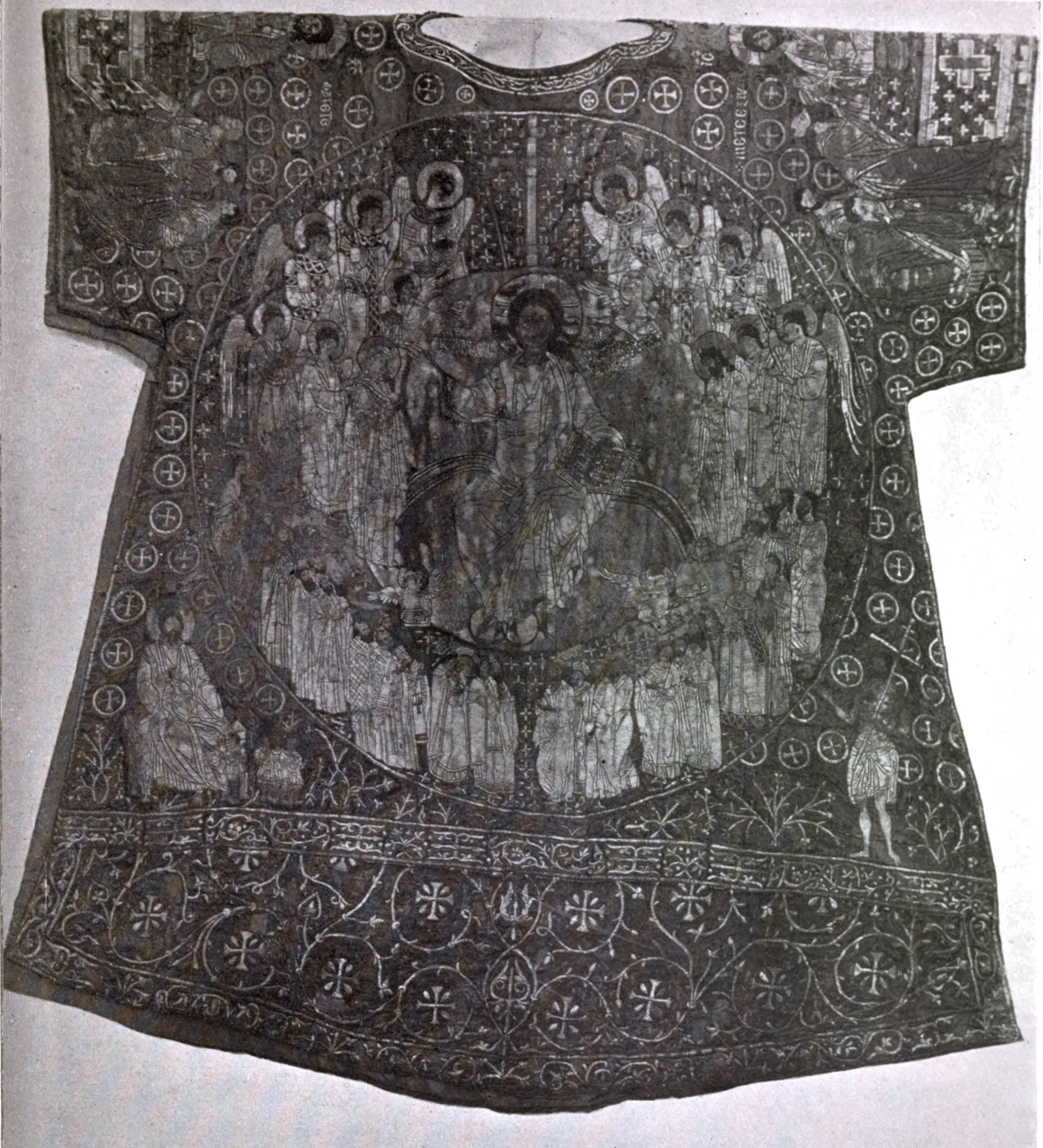
Dalmatiek van Karel de Grote. Goud, zilver, gekleurd draad op blauwe zijde (11e eeuw), Sacristie Sint-Pietersbasiliek, Rome.
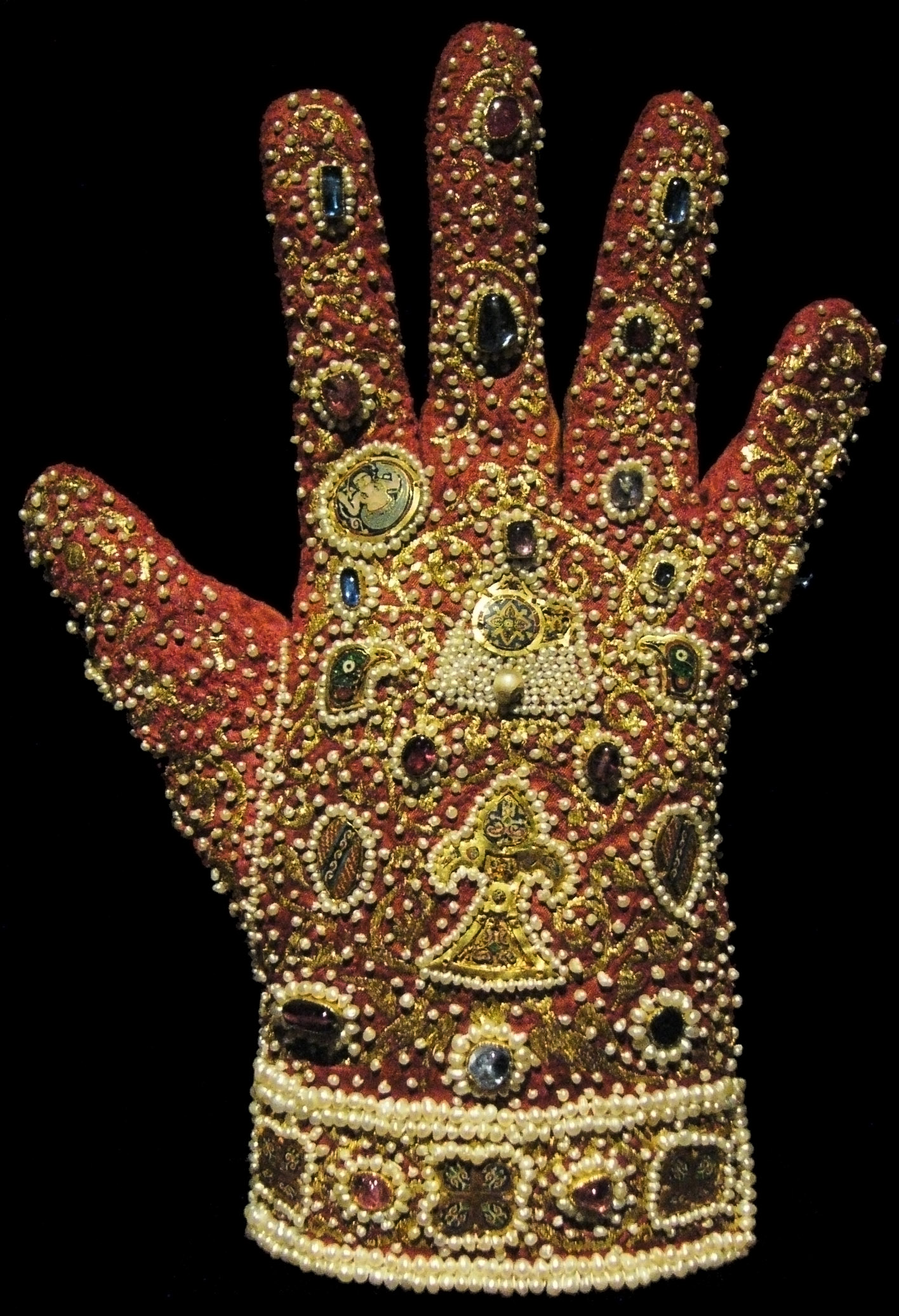
Zijden handschoen met goudborduurwerk, parels en edelstenen (Palermo, voor 1220), Schatzkammer Wenen
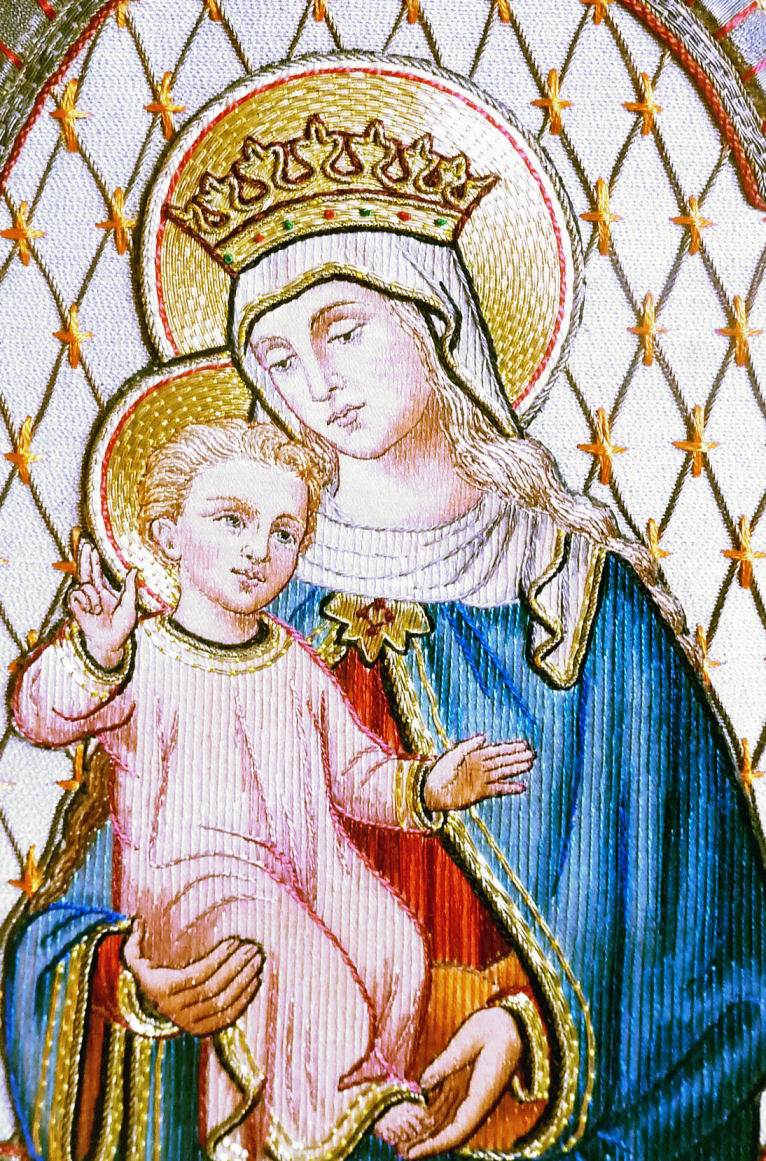
Neogotisch Borduurwerk, manufactuur Henri Van Severen, Sint-Niklaas.
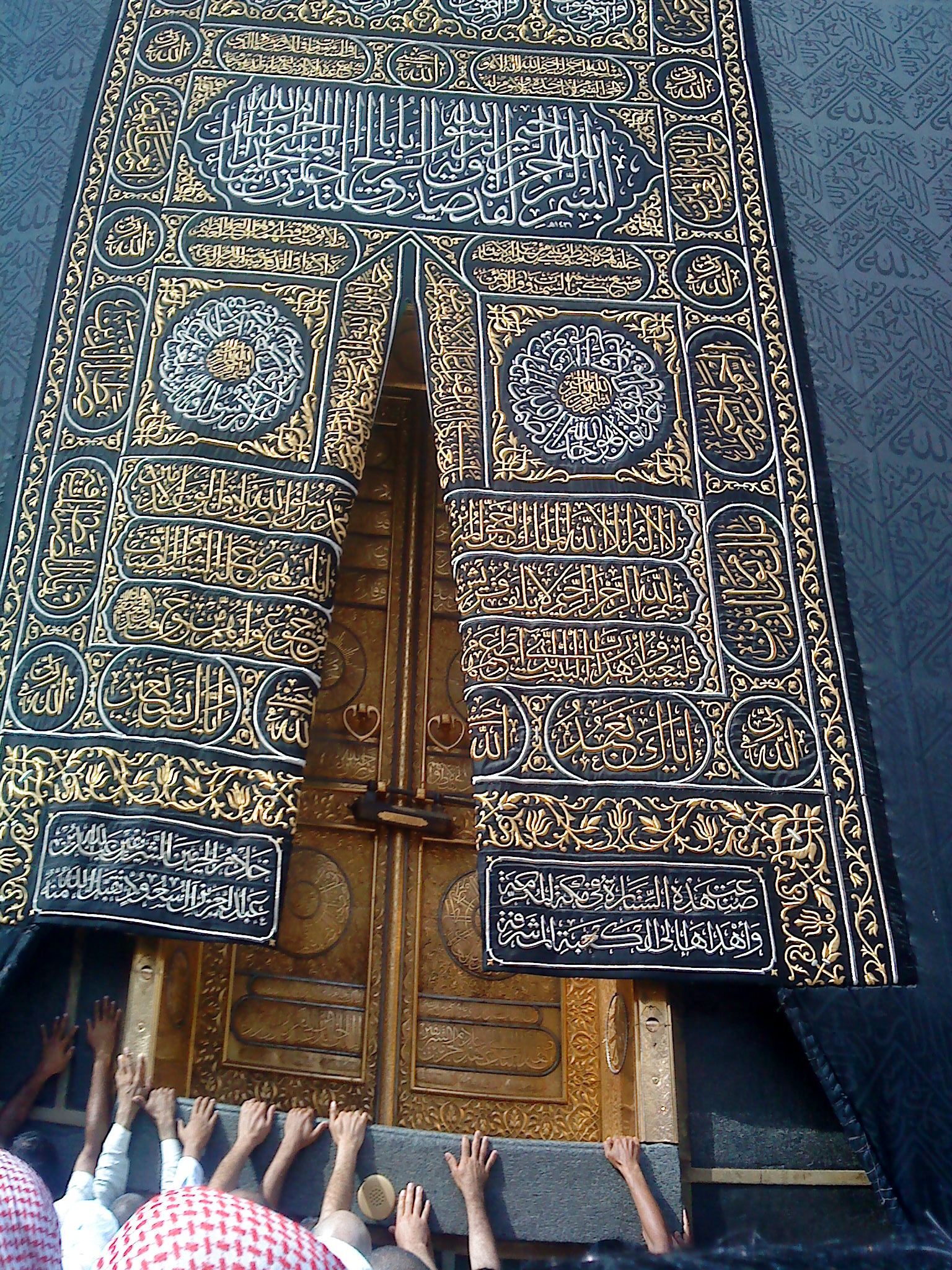
De ingang van de Ka'aba in Mekka met kiswah: zwart fluweel met verzen uit de Koran geborduurd in goud en zilver
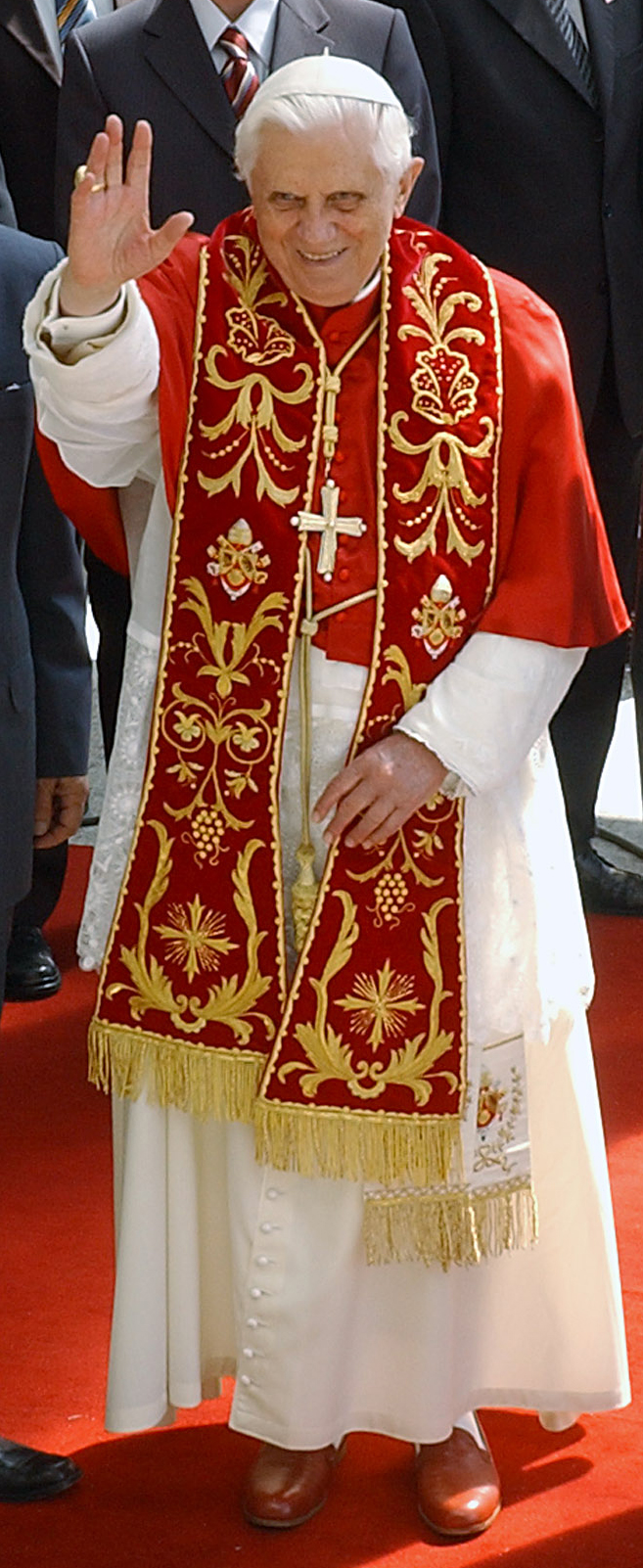
Paus Benedictus XVI met pauselijke staatsiestola
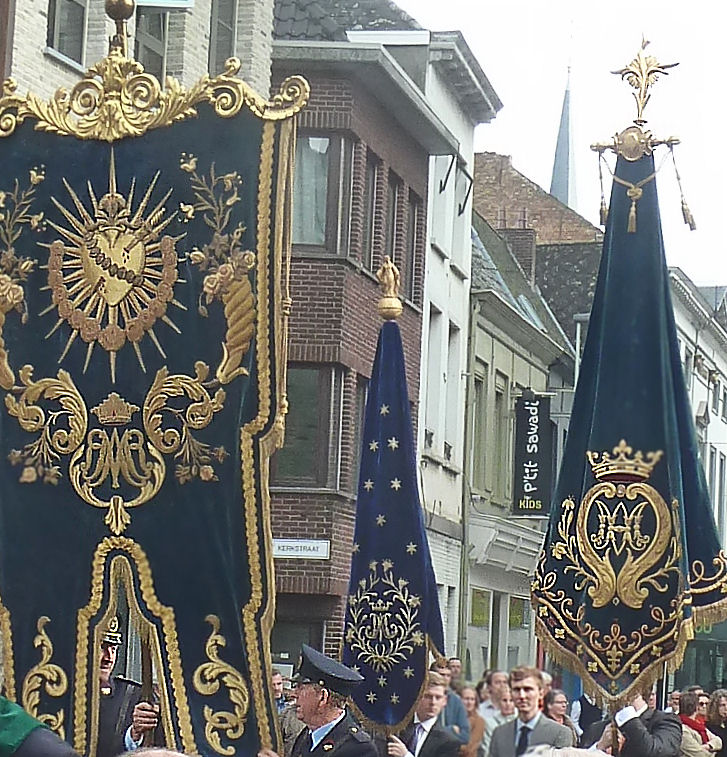
Processievaandels tijdens de Sint-Gummarusprocessie in Lier
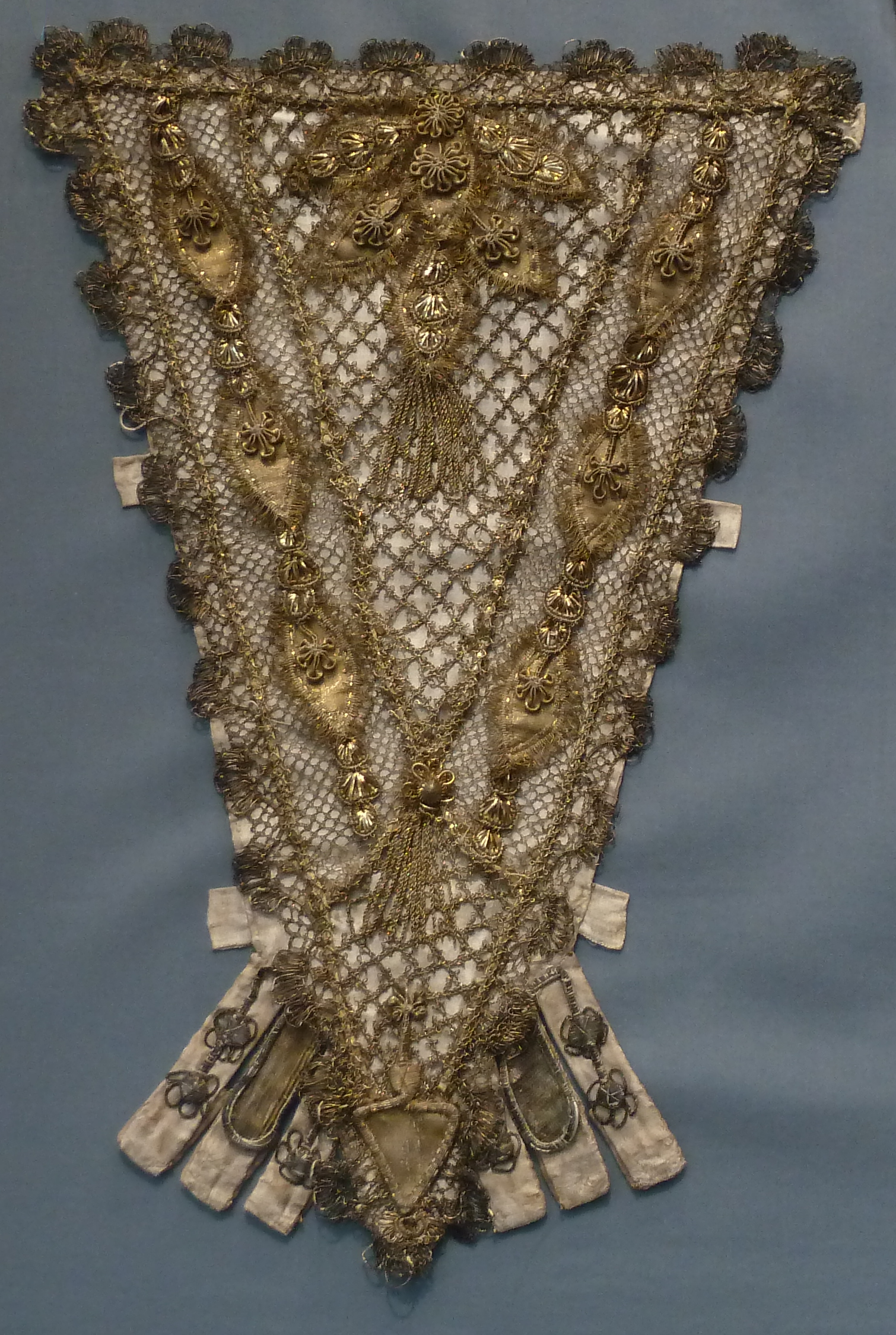
Op de boezem te dragen borstlap of maagstuk van satijn met gouddraad (Frankrijk, 18e eeuw)
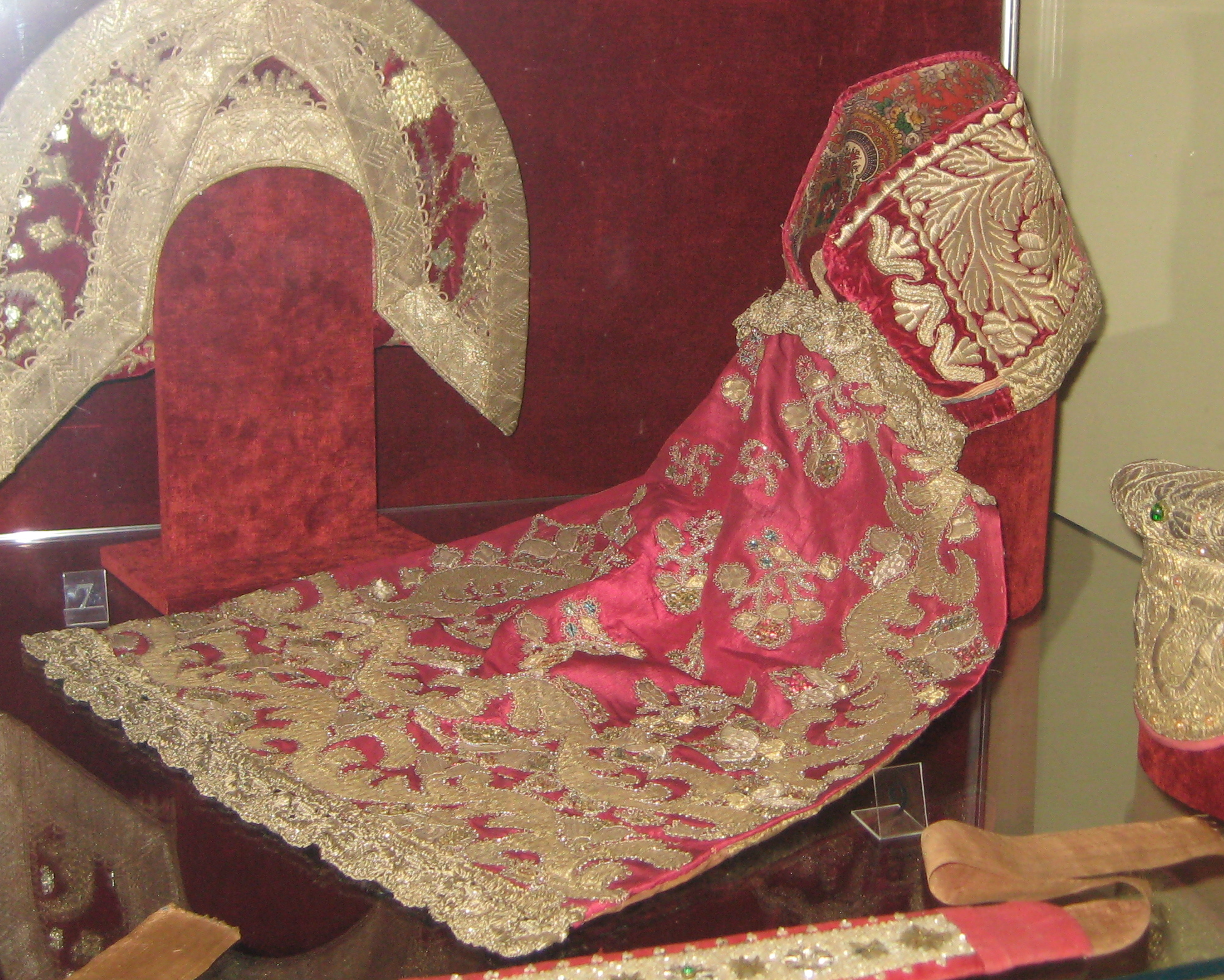
Dameshoeden, kokoshnik en povyazka, 19e eeuw, Museum voor Decoratieve en Volkskunst, Moskou
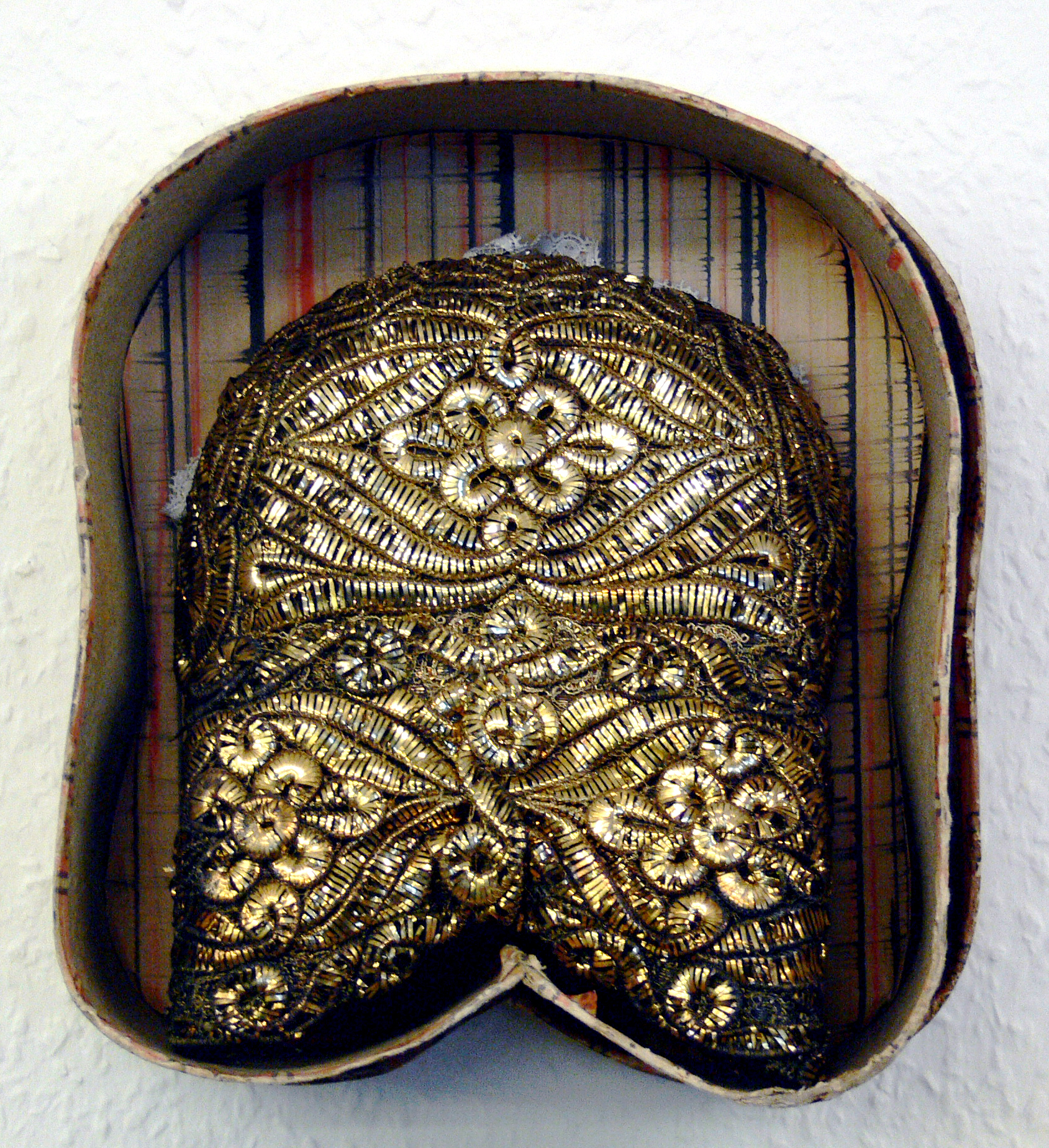
Riegelhaube (op het achterhoofd te dragen kapje) in doosje, Augsburg, 1830-40
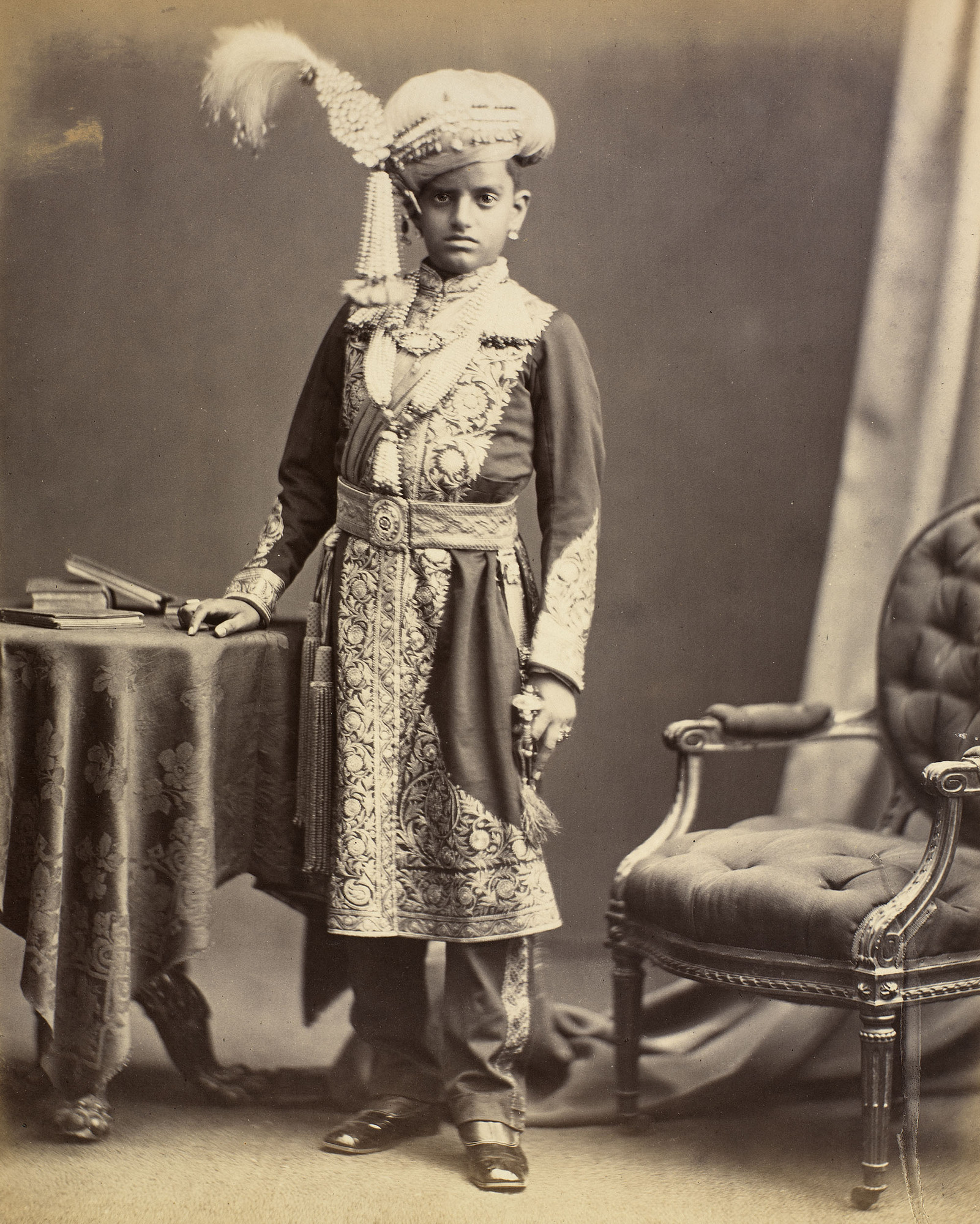
Chamarajendra Wadiyar X, maharadja van Mysore in 1877
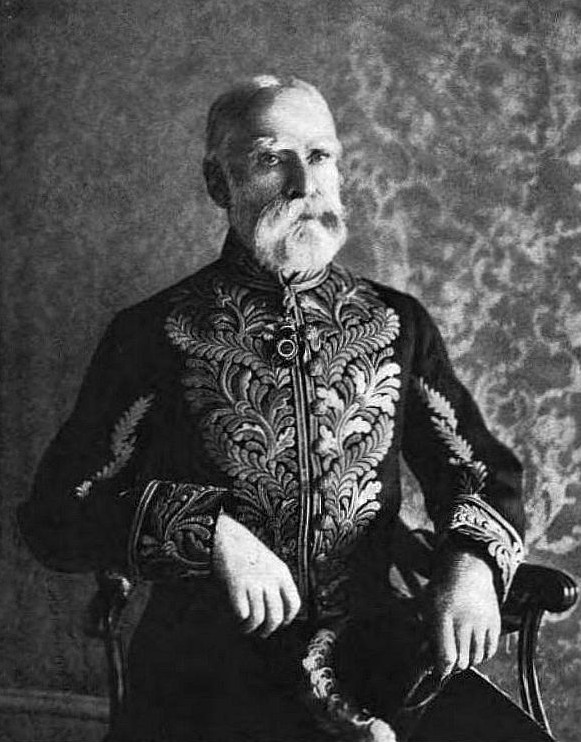
Ambassadeur in gala-uniform, Engeland, 1907